# Ibn Abī Schaiba
Abū Bakr ʿAbdallāh ibn Muhammad Ibn Abī Schaiba al-ʿAbsī (arabisch ابو بكر عبد الله بن محمد بن ابي شيبة العبسي, DMG Abū Bakr ʿAbdallāh ibn Muḥammad Ibn Abī Šaiba al-ʿAbsī; * 775/776; † 2. August 849 in Kufa) war ein Hadith-Gelehrter und Geschichtsschreiber aus Kufa, der in der Zeit des abbasidischen Kalifen al-Mutawakkil 'alā 'llāh zu den anerkanntesten Lehrautoritäten auf dem Gebiet des Traditionswesens gehörte und eine wichtige Rolle in dessen Religionspolitik spielte.

## Leben
Abū Bakr Ibn Abī Schaiba stammte aus einer bekannten kufischen Gelehrtenfamilie, die dem arabischen Stamm der ʿAbs angehörte. Sein Großvater Abū Schaiba war Qādī in der Stadt Wāsit gewesen, sein Vater Qādī in der Provinz Fars. Abū Bakr absolvierte seine Studien in Kufa und hörte dort vor allem bei Wakīʿ ibn al-Dscharrāh (st. 812),  aber auch bei ʿAbdallāh ibn al-Mubārak Hadith. Später lehrte er dort in der Moschee, und zwar an der „Säule“ (usṭūwāna), an der schon ʿAbdallāh ibn Masʿūd und Sufyān ath-Thaurī gelehrt hatten. Abū Bakr hatte noch zwei Brüder, ʿUthmān und Qāsim, die ebenfalls als Traditionarier tätig waren.
Später ging Ibn Abī Schaiba nach Bagdad. Dort gehörte er 848 zusammen mit seinem Bruder ʿUthmān zu den Gelehrten, die der Kalif al-Mutawakkil nach Beendung der Mihna damit beauftragte, Überlieferungen zur Widerlegung der Lehren der Muʿtazila sowie über die Gottesschau im Jenseits, die von jenen abgelehnt wurde, vorzutragen. Al-Chatīb al-Baghdādī berichtet in seiner Geschichte Baghdads, dass sie dafür Gratifikationen und Gehälter erhielten. Während sein Bruder ʿUthmān als Prediger im westlich des Tigris gelegenen Teil Baghdads tätig wurde, übernahm Abū Bakr die Predigt in der Moschee von ar-Rusāfa, dem östlich des Tigris gelegenen Teils der Stadt. Dort soll er von einer Kanzel gesprochen und 30.000 Zuhörer um sich versammelt haben. Die Wirkung seines Auftretens muss sehr groß gewesen sein, denn ein anderer Zeitgenosse spricht davon, dass Baghdad durch Abū Bakr ibn Abī Schaiba „auf den Kopf gestellt wurde“.
Offensichtlich hatte Ibn Abī Schaiba auch den Auftrag, Propaganda für die Abbasiden zu treiben. Wie al-Chatīb al-Baghdādī berichtet, begann er seine Hadith-Sitzungen mehrfach mit dem angeblichen abbasidenfreundlichen Prophetenwort: „Bewahrt mich in Gestalt des al-ʿAbbās, denn der väterliche Onkel eines Mannes kommt seinem Vater gleich“. Ahmad ibn Hanbal soll beiden Brüdern vorgeworfen haben, gefälschte Hadithe zu verbreiten.
Zu den namhaften Schülern Ibn Abī Schaibas gehörten Muslim ibn al-Haddschādsch und Dschaʿfar ibn Muhammad al-Firyābī (st. 913) aus Chorasan, al-Buchārī aus Transoxanien und die beiden Gelehrten Baqī ibn Machlad (st. 889) und Muhammad ibn Waddāh (st. 899) aus al-Andalus. Von ihm überlieferte Hadithe finden sich in allen sechs Büchern mit Ausnahme des Ǧāmiʿ von at-Tirmidhī.

## Werke
Die von Ibn Abī Schaiba zusammengetragenen Materialien wurden von seinen Schülern in Vorlesungsmitschriften schriftlich fixiert und später in nach unterschiedlichen Prinzipien geordneten Werken zusammengestellt. Hierzu gehören:
- Kitāb al-Muṣannaf, eine nach Rechtsthemen geordnete Traditionssammlung, die in der modernen Druckausgabe, die von A.-A. Ǧumʿa und M.I. al-Luḥaidān erstellt wurde (Riyadh: Maktabat ar-Rušd, 2006), 16 Bände umfasst.[11] Die Sammlung wurde durch den andalusischen Gelehrten Baqī ibn Machlad zusammengestellt und von ihm in al-Andalus als Grundlagentext für den Hadith-Unterricht eingeführt.[12] Mehrere bedeutende andalusische Gelehrte wie Ibn ʿAbd al-Barr (st. 1070) und  Ibn Baschkuwāl (st. 1183) verwendeten das Werk und tradierten es weiter.[13] Der marokkanische Historiograph ʿAbd al-Wāhid al-Marrākuschī erwähnt es unter den zehn Musannaf-Werken, aus denen der Almohaden-Herrscher Yaʿqūb al-Mansūr 1225 eine Gesetzessammlung zum Gebet zusammenstellen ließ, um die Vorherrschaft der malikitischen Lehrrichtung zu brechen.[14] Aus Andalusien wurde das Werk erst im 13. Jahrhundert wieder in den Maschriq reimportiert.[15] Wie Scott Lucas anhand einer Analyse der Kapitel über Zakāt, Talāq und die Hadd-Strafen gezeigt hat, werden nur knapp 9 Prozent der überlieferten rechtsrelevanten Traditionen in der Sammlung auf den Propheten selbst zurückgeführt, der Rest geht auf die Prophetengefährten und deren Nachfolger zurück. Die rein numerisch wichtigste Lehrautorität für Ibn Abī Schaiba war al-Hasan al-Basrī.[16] Der dreizehnte Band der Sammlung enthält eine Widerlegung von 120 Rechtsauffassungen Abū Hanīfas.[17]
- Kitāb al-Musnad, nach Isnaden geordnete Hadith-Sammlung. Sie wurde von Muhammad ibn Waddāh in al-Andalus eingeführt.[18] Eine moderne Druckausgabe in zwei Bänden, erstellt von ʿĀdil Ibn-Yūsuf al-ʿAzzāzī und Aḥmad Farīd al-Mazīdī, erschien 1997 in Riad.
- Kitāb al-Īmān („Buch über den Glauben“). Das Werk wurde 1983 in Beirut von Muhammad Nāsir ad-Dīn al-Albānī herausgegeben.
- Kitāb al-Adab, Sammlung von Adab-bezogenen Traditionen, die 1999 von Muḥammad Riḍā al-Qahwaǧī in Beirut herausgegeben wurde.
- Kitāb at-Taʾrīḫ, Geschichtswerk über die Anfänge des Islams, fragmentarisch in der Berliner Handschrift 9409 erhalten. Der 112 Folios lange Text, der mit der Zeit vor dem Auftreten Mohammeds als Prophet beginnt und mit dem Tode ʿUmars endet, wurde von Heinrich Schützinger untersucht. Aloys Sprenger hat die Handschrift für seine Prophetenbiographie verwendet.[19] Noch nicht völlig geklärt ist die Frage, ob das Werk mit einem Teil des Kitāb al-Muṣannaf identisch ist.
- Ibn an-Nadīm schreibt Ibn Abī Schaiba außerdem eigenständige Bücher über die islamischen Bürgerkriege, die Kamelschlacht, die Schlacht von Siffin und die Futūh zu. Keines dieser Bücher hat sich jedoch erhalten.[20]